# Habitatge al carrer Beata Maria, 2 (Mataró)
L'Habitatge al carrer Beata Maria, 2 és una obra de Mataró (Maresme) protegida com a Bé Cultural d'Interès Local.

## Descripció
Casa de planta baixa i tres plantes pis. A la planta baixa hi ha un portal amb brancals i llinda de pedra amb una porta de fusta amb portella on figura la data de 1743. Balcons i finestres al primer i segon pis i balcons plans seguint el pla de la façana a la tercera planta. L'edifici acaba amb una cornisa i barana d'obra amb merlets.

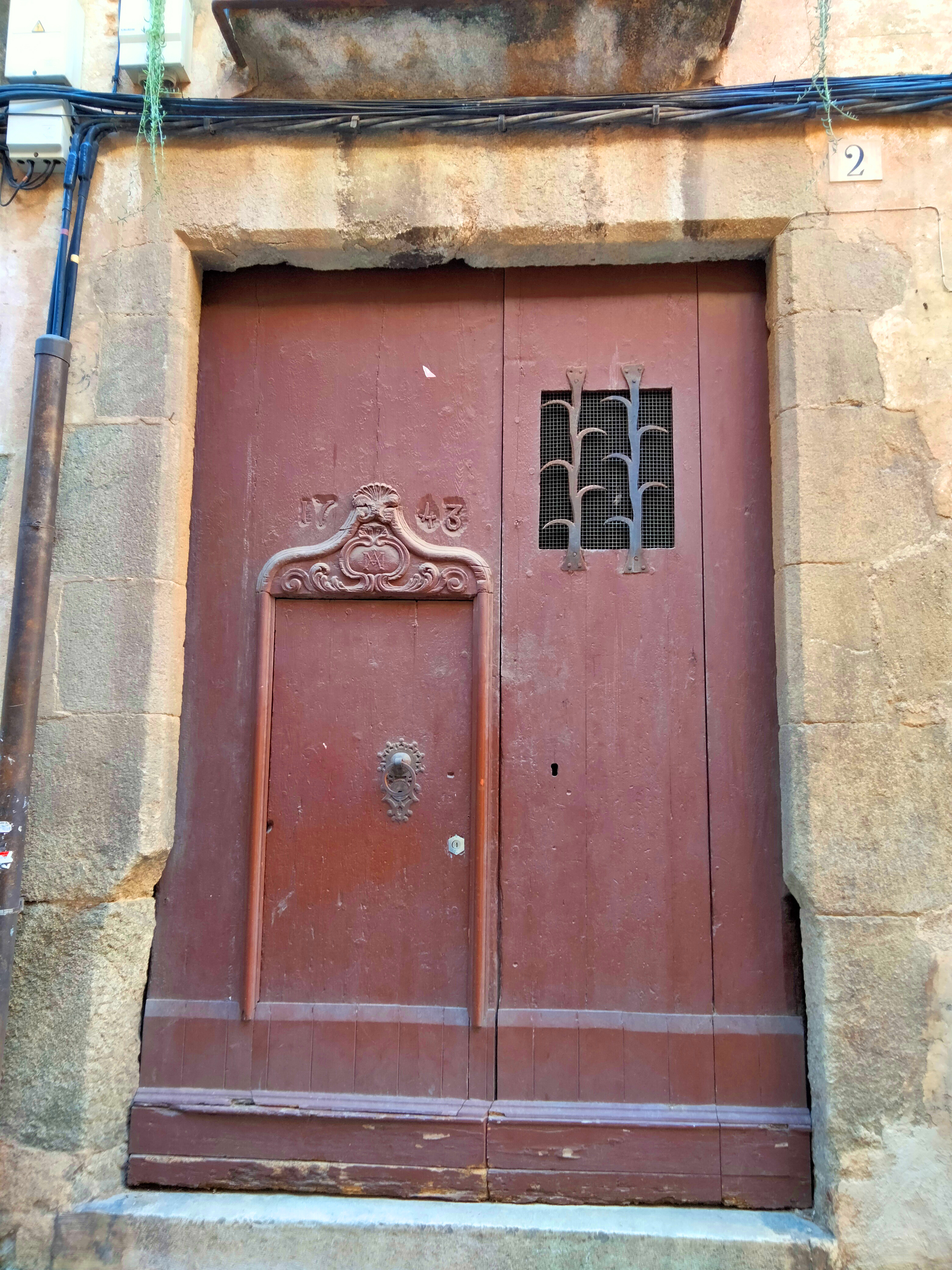
Portal

Aquest edifici forma conjunt amb les cases número 4 i 6 del carrer Beata Maria i amb can Ricart.